# Cúp bóng đá U-23 châu Á 2022
Cúp bóng đá U-23 châu Á 2022 (tiếng Anh: 2022 AFC U-23 Asian Cup) là lần tổ chức thứ năm của Cúp bóng đá U-23 châu Á, giải bóng đá trẻ do Liên đoàn bóng đá châu Á (AFC) tổ chức dành cho các đội tuyển nam dưới 23 tuổi của châu Á. Đây là lần đầu tiên giải đấu được diễn ra với tên thương hiệu mới; trước năm 2021, giải được biết đến với tên gọi Giải vô địch bóng đá U-23 châu Á (AFC U-23 Championship).
Giải đấu ban đầu được dự kiến tổ chức tại Uzbekistan từ ngày 6 đến ngày 24 tháng 1 năm 2022, nhưng sau đó đã được dời lại sang các ngày từ 1 đến 19 tháng 6 năm 2022 do đại dịch COVID-19. Tổng cộng có 16 đội tuyển tranh tài tại giải đấu.
Đương kim vô địch Hàn Quốc đã bị loại ở vòng tứ kết khi đế thua trước Nhật Bản với tỷ số 0–3, đánh dấu lần đầu tiên đội không thể lọt vào bán kết. Ả Rập Xê Út đã có lần đầu tiên giành chức vô địch sau khi đánh bại chủ nhà Uzbekistan 2–0 trong trận chung kết, trở thành quốc gia thứ năm lên ngôi vô địch tại giải đấu.

## Lựa chọn chủ nhà
Ban đầu, AFC trao quyền đăng cai giải đấu lần này cho Trung Quốc, với tư cách là một giải đấu chuẩn bị cho Cúp bóng đá châu Á 2023. Tuy nhiên, vào ngày 15 tháng 10 năm 2020, Trung Quốc đã thông báo từ bỏ việc tổ chức Cúp bóng đá U-23 châu Á do xung đột lịch trình, thời gian hoàn thành sân vận động trước các sự kiện quốc tế và những thách thức do đại dịch COVID-19 gây ra.
Vào tháng 2 năm 2021, Hiệp hội bóng đá Uzbekistan (UFA) đã thông báo quốc gia này sẽ trở thành chủ nhà của vòng chung kết U-23 châu Á 2022. Trong thông cáo chính thức của mình, UFA cho biết: "UFA đã gửi đơn xin phép Liên đoàn bóng đá châu Á đăng cai tổ chức vòng chung kết U-23 châu Á 2022 tại Uzbekistan. Các tài liệu cần thiết đã được trình lên AFC để đăng cai giải đấu. Chúng tôi đã nghiên cứu các tài liệu và điều kiện cần thiết, AFC cũng đã đồng ý với lời đề nghị của chúng tôi".

## Vòng loại
Các trận đấu vòng loại được tổ chức từ ngày 23 tháng 10 đến ngày 2 tháng 11 năm 2021.

### Các đội tuyển vượt qua vòng loại
| Đội bóng     | Tư cách vượt qua vòng loại      | Tham dự | Thành tích tốt nhất       |
| ------------ | ------------------------------- | ------- | ------------------------- |
| Uzbekistan   | Chủ nhà                         | 5 lần   | Vô địch (2018)            |
| Qatar        | Nhất bảng A                     | 4 lần   | Hạng ba (2018)            |
| Iran         | Nhất bảng B                     | 4 lần   | Tứ kết (2016)             |
| Iraq         | Nhất bảng C                     | 5 lần   | Vô địch (2013)            |
| Kuwait       | Nhất bảng D                     | 2 lần   | Vòng bảng (2013)          |
| UAE          | Nhất bảng E                     | 4 lần   | Tứ kết (2013, 2016, 2020) |
| Jordan       | Nhất bảng F                     | 5 lần   | Hạng ba (2013)            |
| Úc           | Nhất bảng G                     | 5 lần   | Hạng ba (2020)            |
| Hàn Quốc     | Nhất bảng H                     | 5 lần   | Vô địch (2020)            |
| Việt Nam     | Nhất bảng I                     | 4 lần   | Á quân (2018)             |
| Malaysia     | Nhất bảng J                     | 2 lần   | Tứ kết (2018)             |
| Nhật Bản     | Nhất bảng K                     | 5 lần   | Vô địch (2016)            |
| Thái Lan     | Nhì bảng tốt nhất/Nhì bảng J    | 4 lần   | Tứ kết (2020)             |
| Ả Rập Xê Út  | Nhì bảng tốt thứ nhì/Nhì bảng D | 5 lần   | Á quân (2013, 2020)       |
| Turkmenistan | Nhì bảng tốt thứ ba/Nhì bảng F  | 1 lần   | Lần đầu                   |
| Tajikistan   | Nhì bảng tốt thứ tư/Nhì bảng B  | 1 lần   | Lần đầu                   |

1 Chữ nghiêng chỉ ra chủ nhà của năm đó.

## Địa điểm
| Tashkent               | Tashkent                         |
| ---------------------- | -------------------------------- |
| Sân vận động Milliy    | Sân vận động Trung tâm Pakhtakor |
| Sức chứa: 34.000       | Sức chứa: 35.000                 |
|                        |                                  |
| TashkentQarshi         |                                  |
| Tashkent               | Qarshi                           |
| Sân vận động Lokomotiv | Sân vận động Markaziy            |
| Sức chứa: 8.000        | Sức chứa: 21.000                 |
|                        |                                  |

## Bốc thăm
Lễ bốc thăm được tổ chức tại sân vận động Milly vào lúc 12:00 (UTC+5) ngày 17 tháng 2 năm 2022. 16 đội tuyển được bốc thăm chia thành bốn bảng bốn đội, việc xếp hạt giống được dựa trên thành tích thi đấu của các đội ở Giải vô địch bóng đá U-23 châu Á 2020.
| Nhóm 1                                                   | Nhóm 2                               | Nhóm 3                                   | Nhóm 4                                              |
| -------------------------------------------------------- | ------------------------------------ | ---------------------------------------- | --------------------------------------------------- |
| 1. Uzbekistan (chủ nhà) 2. Hàn Quốc 3. Ả Rập Xê Út 4. Úc | 1. Jordan 2. UAE 3. Thái Lan 4. Iran | 1. Iraq 2. Qatar 3. Việt Nam 4. Nhật Bản | 1. Malaysia 2. Kuwait 3. Turkmenistan 4. Tajikistan |

## Trọng tài
| Danh sách trọng tài | Danh sách trọng tài | Danh sách trọng tài |
| Trọng tài | Trợ lý trọng tài | Trợ lý trọng tài video |
| --- | --- | --- |
| Jonathan Barreiro Alex King Mã Ninh Yusuke Araki Mohanad Qasim Sarray Ali Shaban Ahmad Al-Ali Ahmed Al-Kaf Salman Ahmad Flahi Khalid Al-Turais Mohammed Al-Hoish Kim Hee-gon Hettikamkanamge Perera Hanna Hattab Pechsri Mongkolchai Adel Al-Naqbi Akhrol Riskullaev | Jonathan Barreiro Owen Goldrick George Lakrindis Thạch Tường Tào Ý Watheq Al-Swaiedi Isao Nishihashi Takumi Takagi Yousuf Al-Shamri Zahy Alshammri Yasir Al-Sultan Khalaf Al-Shammari Jang Jong-pil Song Bong-keun Palitha Hemathunga Ali Ahmad Sabet Al-Ali Ali Rashid Al-Nuaimi | Shaun Evans Phó Minh Ali Sabah Al-Qaysi Yudai Yamamoto Abdulla Al-Marri Saoud Al-Adba Majed Al-Shamrani Muhammad Taqi Kim Woo-sung Sivakorn Pu-udom Omar Al-Ali Yahya Al-Mulla Aziz Asimov |

## Đội hình
Các cầu thủ sinh từ ngày 1 tháng 1 năm 1999 trở về sau có đủ điều kiện để tham gia giải đấu. Mỗi đội tuyển phải đăng ký một đội hình tối thiểu 18 cầu thủ và tối đa 23 cầu thủ, với tối thiểu 3 cầu thủ trong số đó phải là thủ môn (Quy định mục 26.3).

## Vòng bảng
Hai đội tuyển đứng đầu mỗi bảng giành quyền vào tứ kết.

Các tiêu chí
Các đội tuyển được xếp hạng theo điểm (3 điểm cho 1 trận thắng, 1 điểm cho 1 trận hòa, 0 điểm cho 1 trận thua), và nếu tỷ số hòa bằng điểm, các tiêu chí tiêu chuẩn sau đây và được áp dụng, theo thứ tự được đưa ra, để xác định xếp hạng (Quy định mục 9.3):
1. Điểm trong các trận đấu đối đầu giữa các đội tuyển;
2. Hiệu số bàn thắng thua trong các trận đấu đối đầu giữa các đội tuyển;
3. Số bàn thắng trong các trận đấu đối đầu giữa các đội tuyển;
4. Nếu có nhiều hơn hai đội bằng điểm và sau khi áp dụng các tiêu chí trên, một nhóm phụ của các đội tuyển vẫn còn ngang nhau, tất cả các tiêu chí đối đầu ở trên đều được áp dụng lại cho nhóm phụ này. Nếu vẫn bằng nhau, áp dụng các tiêu chí từ 5 đến 9.
5. Hiệu số bàn thắng thua trong tất cả các trận đấu bảng;
6. Số bàn thắng trong tất cả các trận đấu bảng;
7. Loạt sút luân lưu nếu hai đội bằng nhau tất cả các chỉ số trên và họ gặp nhau trong vòng cuối của bảng này;
8. Điểm kỷ luật (thẻ vàng = -1 điểm, thẻ đỏ gián tiếp (do 2 thẻ vàng) = -3 điểm, thẻ đỏ trực tiếp = -3 điểm, thẻ vàng tiếp theo là thẻ đỏ trực tiếp = -4 điểm);
9. Bốc thăm.

Tất cả thời gian là giờ địa phương, UTC+5.
| Lượt đấu   | Các ngày             | Các trận đấu |
| ---------- | -------------------- | ------------ |
| Lượt đấu 1 | 1–3 tháng 6 năm 2022 | 1 v 4, 2 v 3 |
| Lượt đấu 2 | 4–6 tháng 6 năm 2022 | 1 v 3, 2 v 4 |
| Lượt đấu 3 | 7–9 tháng 6 năm 2022 | 1 v 2, 3 v 4 |

### Bảng A
| VT | Đội            | ST | T | H | B | BT | BB | HS | Đ | Giành quyền tham dự     |
| -- | -------------- | -- | - | - | - | -- | -- | -- | - | ----------------------- |
| 1  | Uzbekistan (H) | 3  | 2 | 1 | 0 | 8  | 1  | +7 | 7 | Vòng đấu loại trực tiếp |
| 2  | Turkmenistan   | 3  | 1 | 1 | 1 | 4  | 4  | 0  | 4 | Vòng đấu loại trực tiếp |
| 3  | Iran           | 3  | 0 | 2 | 1 | 3  | 4  | −1 | 2 |                         |
| 4  | Qatar          | 3  | 0 | 2 | 1 | 3  | 9  | −6 | 2 |                         |

| Iran            | 1–1      | Qatar           |
| --------------- | -------- | --------------- |
| - Shahriari 90' | Chi tiết | - Al-Ganehi 87' |

| Uzbekistan              | 1–0      | Turkmenistan |
| ----------------------- | -------- | ------------ |
| - Khoshimov 75' (ph.đ.) | Chi tiết |              |

| Turkmenistan                             | 2–1      | Iran        |
| ---------------------------------------- | -------- | ----------- |
| - Sapargulýyew 28' (ph.đ.) - Çaryýew 80' | Chi tiết | - Bavieh 8' |

| Qatar | 0–6      | Uzbekistan                                                                                        |
| ----- | -------- | ------------------------------------------------------------------------------------------------- |
|       | Chi tiết | - Jaloliddinov 5' - Erkinov 20' - Norchaev 45+1' - Khoshimov 60' - Ayman 63' (l.n.) - Jiyanov 67' |

| Uzbekistan        | 1–1      | Iran          |
| ----------------- | -------- | ------------- |
| - Jurakuziyev 22' | Chi tiết | - Yousefi 62' |

| Qatar               | 2–2      | Turkmenistan       |
| ------------------- | -------- | ------------------ |
| - Al-Tairi 65', 73' | Chi tiết | - Myradow 75', 82' |

### Bảng B
| VT | Đội    | ST | T | H | B | BT | BB | HS | Đ | Giành quyền tham dự     |
| -- | ------ | -- | - | - | - | -- | -- | -- | - | ----------------------- |
| 1  | Úc     | 3  | 2 | 1 | 0 | 4  | 1  | +3 | 7 | Vòng đấu loại trực tiếp |
| 2  | Iraq   | 3  | 1 | 2 | 0 | 5  | 3  | +2 | 5 | Vòng đấu loại trực tiếp |
| 3  | Jordan | 3  | 1 | 1 | 1 | 2  | 2  | 0  | 4 |                         |
| 4  | Kuwait | 3  | 0 | 0 | 3 | 1  | 6  | −5 | 0 |                         |

| Úc                                  | 2–0      | Kuwait |
| ----------------------------------- | -------- | ------ |
| - D'Arrigo 26' - Rich-Baghuelou 54' | Chi tiết |        |

| Jordan         | 1–1      | Iraq         |
| -------------- | -------- | ------------ |
| - Aburiziq 57' | Chi tiết | - Jumaah 69' |

| Iraq              | 1–1      | Úc           |
| ----------------- | -------- | ------------ |
| - Abdulkareem 56' | Chi tiết | - Kuol 45+2' |

| Kuwait | 0–1      | Jordan         |
| ------ | -------- | -------------- |
|        | Chi tiết | - Aburiziq 68' |

| Úc                      | 1–0      | Jordan |
| ----------------------- | -------- | ------ |
| - Najjarine 61' (ph.đ.) | Chi tiết |        |

| Iraq                                           | 3–1      | Kuwait      |
| ---------------------------------------------- | -------- | ----------- |
| - Mohammed 35' - Abdulridha 59' - Al-Baqer 82' | Chi tiết | - Ayedh 12' |

### Bảng C
| VT | Đội      | ST | T | H | B | BT | BB | HS | Đ | Giành quyền tham dự     |
| -- | -------- | -- | - | - | - | -- | -- | -- | - | ----------------------- |
| 1  | Hàn Quốc | 3  | 2 | 1 | 0 | 6  | 2  | +4 | 7 | Vòng đấu loại trực tiếp |
| 2  | Việt Nam | 3  | 1 | 2 | 0 | 5  | 3  | +2 | 5 | Vòng đấu loại trực tiếp |
| 3  | Thái Lan | 3  | 1 | 1 | 1 | 5  | 3  | +2 | 4 |                         |
| 4  | Malaysia | 3  | 0 | 0 | 3 | 1  | 9  | −8 | 0 |                         |

| Hàn Quốc                                                          | 4–1      | Malaysia    |
| ----------------------------------------------------------------- | -------- | ----------- |
| - Lee Sang-Min 31' - Kim Tae-hwan 48' - Cho Young-wook 88', 90+2' | Chi tiết | - Ajmal 83' |

| Thái Lan                     | 2–2      | Việt Nam                                 |
| ---------------------------- | -------- | ---------------------------------------- |
| - Davis 34' - Suphanat 90+1' | Chi tiết | - Phan Tuấn Tài 1' - Nguyễn Văn Tùng 73' |

| Việt Nam           | 1–1      | Hàn Quốc             |
| ------------------ | -------- | -------------------- |
| - Vũ Tiến Long 83' | Chi tiết | - Cho Young-wook 63' |

| Malaysia | 0–3      | Thái Lan                             |
| -------- | -------- | ------------------------------------ |
|          | Chi tiết | - Suphanat 23', 73' - Channarong 69' |

| Hàn Quốc           | 1–0      | Thái Lan |
| ------------------ | -------- | -------- |
| - Ko Jae-hyeon 36' | Chi tiết |          |

| Việt Nam                                        | 2–0      | Malaysia |
| ----------------------------------------------- | -------- | -------- |
| - Nhâm Mạnh Dũng 28' - Bùi Hoàng Việt Anh 45+8' | Chi tiết |          |

### Bảng D
| VT | Đội         | ST | T | H | B | BT | BB | HS  | Đ | Giành quyền tham dự     |
| -- | ----------- | -- | - | - | - | -- | -- | --- | - | ----------------------- |
| 1  | Ả Rập Xê Út | 3  | 2 | 1 | 0 | 7  | 0  | +7  | 7 | Vòng đấu loại trực tiếp |
| 2  | Nhật Bản    | 3  | 2 | 1 | 0 | 5  | 1  | +4  | 7 | Vòng đấu loại trực tiếp |
| 3  | UAE         | 3  | 1 | 0 | 2 | 3  | 4  | −1  | 3 |                         |
| 4  | Tajikistan  | 3  | 0 | 0 | 3 | 0  | 10 | −10 | 0 |                         |

| UAE          | 1–2      | Nhật Bản              |
| ------------ | -------- | --------------------- |
| - Hassan 63' | Chi tiết | - Yuito 61' - Mao 76' |

| Ả Rập Xê Út                                                                | 5–0      | Tajikistan |
| -------------------------------------------------------------------------- | -------- | ---------- |
| - Al-Yami 42' - Yahya 50' - Asiri 68' - Al-Harbi 86' - Radif 90+7' (ph.đ.) | Chi tiết |            |

| Nhật Bản | 0–0      | Ả Rập Xê Út |
| -------- | -------- | ----------- |
|          | Chi tiết |             |

| Tajikistan | 0–2      | UAE                                  |
| ---------- | -------- | ------------------------------------ |
|            | Chi tiết | - Al-Bloushi 12' - Saeed 78' (ph.đ.) |

| Ả Rập Xê Út                            | 2–0      | UAE |
| -------------------------------------- | -------- | --- |
| - Yahya 57' - Abdulhamid 90+3' (ph.đ.) | Chi tiết |     |

| Nhật Bản                             | 3–0      | Tajikistan |
| ------------------------------------ | -------- | ---------- |
| - Kuryu 11' - Kein 56' - Taika 90+4' | Chi tiết |            |

## Vòng đấu loại trực tiếp

### Sơ đồ
|  | Tứ kết                            | Tứ kết                            |                                   |   | Bán kết       | Bán kết       |  |  | Chung kết | Chung kết |
|  |                                   |                                   |                                   |   |               |               |  |  |           |           |
|  | 11 tháng 6 – Tashkent (Pakhtakor) |                                   |                                   |   |               |               |  |  |           |           |
|  |                                   |                                   |                                   |   |               |               |  |  |           |           |
|  | Uzbekistan (p)                    | 2 (3)                             |                                   |   |               |               |  |  |           |           |
|  | Uzbekistan (p)                    | 2 (3)                             | 15 tháng 6 – Tashkent (Milliy)    |   |               |               |  |  |           |           |
|  | Iraq                              | 2 (2)                             |                                   |   |               |               |  |  |           |           |
|  | Iraq                              | 2 (2)                             | Uzbekistan                        | 2 |               |               |  |  |           |           |
|  | 12 tháng 6 – Tashkent (Pakhtakor) |                                   | Uzbekistan                        | 2 |               |               |  |  |           |           |
|  |                                   | Nhật Bản                          | 0                                 |   |               |               |  |  |           |           |
|  | Hàn Quốc                          | Nhật Bản                          | 0                                 | 0 |               |               |  |  |           |           |
|  | Hàn Quốc                          |                                   | 19 tháng 6 – Tashkent (Milliy)    | 0 |               |               |  |  |           |           |
|  | Nhật Bản                          | 3                                 |                                   |   |               |               |  |  |           |           |
|  | Nhật Bản                          | 3                                 | Uzbekistan                        | 0 |               |               |  |  |           |           |
|  | 11 tháng 6 – Tashkent (Milliy)    |                                   | Uzbekistan                        | 0 |               |               |  |  |           |           |
|  |                                   | Ả Rập Xê Út                       | 2                                 |   |               |               |  |  |           |           |
|  | Úc                                | Ả Rập Xê Út                       | 2                                 | 1 |               |               |  |  |           |           |
|  | Úc                                | 15 tháng 6 – Tashkent (Pakhtakor) |                                   | 1 |               |               |  |  |           |           |
|  | Turkmenistan                      | 0                                 |                                   |   |               |               |  |  |           |           |
|  | Turkmenistan                      | 0                                 | Úc                                | 0 |               |               |  |  |           |           |
|  | 12 tháng 6 – Tashkent (Lokomotiv) |                                   | Úc                                | 0 |               |               |  |  |           |           |
|  |                                   | Ả Rập Xê Út                       | 2                                 |   | Tranh hạng ba | Tranh hạng ba |  |  |           |           |
|  | Ả Rập Xê Út                       | Ả Rập Xê Út                       | 2                                 | 2 | Tranh hạng ba | Tranh hạng ba |  |  |           |           |
|  | Ả Rập Xê Út                       |                                   | 18 tháng 6 – Tashkent (Pakhtakor) | 2 |               |               |  |  |           |           |
|  | Việt Nam                          | 0                                 |                                   |   |               |               |  |  |           |           |
|  | Việt Nam                          | 0                                 | Nhật Bản                          | 3 |               |               |  |  |           |           |
|  |                                   |                                   |                                   |   |               |               |  |  |           |           |
|  | Úc                                | 0                                 |                                   |   |               |               |  |  |           |           |
|  | Úc                                | 0                                 |                                   |   |               |               |  |  |           |           |

### Các trận đấu

#### Tứ kết
| Úc                  | 1–0      | Turkmenistan |
| ------------------- | -------- | ------------ |
| - Orazow 74' (l.n.) | Chi tiết |              |

| Uzbekistan                                       | 2–2 (s.h.p.) | Iraq                                                  |
| ------------------------------------------------ | ------------ | ----------------------------------------------------- |
| - Jaloliddinov 45+5' (ph.đ.) - Ammar 50' (l.n.)  | Chi tiết     | - Ramadhan 19' (ph.đ.) - Ghaleb 68'                   |
| Loạt sút luân lưu                                |              |                                                       |
| - Jurakuziyev - Khamraliev - Fayzullaev - Buriev | 3–2          | - Doski - Naeem - Ramadhan - Abdulridha - Abdulkareem |

| Hàn Quốc | 0–3      | Nhật Bản                   |
| -------- | -------- | -------------------------- |
|          | Chi tiết | - Yuito 22', 80' - Mao 65' |

| Ả Rập Xê Út                      | 2–0      | Việt Nam |
| -------------------------------- | -------- | -------- |
| - Al-Harbi 41' - Al-Buraikan 65' | Chi tiết |          |

#### Bán kết
| Úc | 0–2      | Ả Rập Xê Út               |
| -- | -------- | ------------------------- |
|    | Chi tiết | - Al-Eisa 20' - Yahya 72' |

| Uzbekistan                        | 2–0      | Nhật Bản |
| --------------------------------- | -------- | -------- |
| - Jaloliddinov 60' - Norchaev 89' | Chi tiết |          |

#### Tranh hạng ba
| Nhật Bản                                  | 3–0      | Úc |
| ----------------------------------------- | -------- | -- |
| - Sato 7' - Trewin 39' (l.n.) - Shota 63' | Chi tiết |    |

#### Chung kết
Chung kết Cúp bóng đá U-23 châu Á 2022

## Thống kê

### Vô địch
| Cúp bóng đá U-23 châu Á 2022 |
| ---------------------------- |
| Ả Rập Xê Út Lần thứ nhất     |

### Các giải thưởng
Các giải thưởng sau đây đã được trao sau khi giải đấu kết thúc:
| Vua phá lưới   | Cầu thủ xuất sắc nhất | Thủ môn xuất sắc nhất | Giải phong cách |
| -------------- | --------------------- | --------------------- | --------------- |
| Cho Young-wook | Ayman Yahya           | Nawaf Al-Aqidi        | Ả Rập Xê Út     |

### Cầu thủ ghi bàn
Đã có 81 bàn thắng ghi được trong 32 trận đấu, trung bình 2.53 bàn thắng mỗi trận đấu.
3 bàn thắng
- Suzuki Yuito
- Ayman Yahya
- Cho Young-wook
- Suphanat Mueanta
- Jasurbek Jaloliddinov

2 bàn thắng
- Wakaa Ramadhan
- Hosoya Mao
- Sato Kein
- Mohammad Aburiziq
- Osamah Al-Tairi
- Moteb Al-Harbi
- Firas Al-Buraikan
- Begençmyrat Myradow
- Ulugbek Khoshimov
- Husain Norchaev

1 bàn thắng
- Louis D'Arrigo
- Jay Rich-Baghuelou
- Alou Kuol
- Ramy Najjarine
- Alireza Bavieh
- Erfan Shahriari
- Arya Yousefi
- Hasan Abdulkareem
- Muntadher Mohammed
- Moamel Abdulridha
- Mohammed Al-Baqer
- Ammar Ghaleb
- Matsuki Kuryu
- Nakashima Taika
- Fujio Shota
- Yousef Ayedh
- Mukhairi Ajmal
- Ahmed Al-Ganehi
- Hamad Al-Yami
- Haitham Asiri
- Abdullah Radif
- Saud Abdulhamid
- Hussain Al-Eisa
- Ahmed Al-Ghamdi
- Kim Tae-hwan
- Lee Sang-min
- Ko Jae-hyeon
- Ben Davis
- Channarong Promsrikaew
- Arzuwguly Sapargulýyew
- Teymur Çaryýew
- Yaser Hassan
- Abdelaziz Al-Bloushi
- Mansoor Saeed
- Khojimat Erkinov
- Ruslanbek Jiyanov
- Otabek Jurakuziyev
- Phan Tuấn Tài
- Nguyễn Văn Tùng
- Vũ Tiến Long
- Nhâm Mạnh Dũng
- Bùi Hoàng Việt Anh

1 bàn phản lưới nhà
- Hussein Ammar (trong trận gặp Uzbekistan)
- Yousef Ayman (trong trận gặp Uzbekistan)
- Oraz Orazow (trong trận gặp Úc)
- Kai Trewin (trong trận gặp Nhật Bản)

### Kỷ luật
Một cầu thủ tự động bị treo giò trong trận đấu tiếp theo nếu phải nhận một trong các hình phạt sau:
- Nhận 1 thẻ đỏ (thời gian treo giò vì thẻ đỏ có thể nhiều hơn nếu là lỗi vi phạm nghiêm trọng)
- Nhận 2 thẻ vàng trong 2 trận đấu khác nhau; thẻ vàng bị xóa sau giai đoạn của giải mà cầu thủ đó nhận một thẻ vàng (điều này không được áp dụng đến bất kỳ trận đấu quốc tế nào khác trong tương lai)

| Cầu thủ             | Vi phạm | Đình chỉ                                              |
| ------------------- | --- | ----------------------------------------------------- |
| Kusini Yengi        | trong trận đấu bảng B v Iraq (lượt trận 2; 4 tháng 6 năm 2022)                                                                         | Bảng B v Jordan (lượt trận 3; 7 tháng 6 năm 2022)     |
| Jay Rich-Baghuelou  | trong trận đấu bảng B v Kuwait (lượt trận 1; 1 tháng 6 năm 2022) · trong trận đấu bảng B v Iraq (lượt trận 2; 4 tháng 6 năm 2022)      | Bảng B v Jordan (lượt trận 3; 7 tháng 6 năm 2022)     |
| Alireza Bavieh      | trong trận đấu bảng A v Turkmenistan (lượt trận 2; 4 tháng 6 năm 2022)                                                                 | Bảng A v Uzbekistan (lượt trận 3; 7 tháng 6 năm 2022) |
| Bashar Al-Diabat    | trong trận đấu bảng B v Kuwait (lượt trận 2; 4 tháng 6 năm 2022)                                                                       | Bảng B v Úc (lượt trận 3; 7 tháng 6 năm 2022)         |
| Lee Jin-yong        | trong trận đấu bảng C v Việt Nam (lượt trận 2; 5 tháng 6 năm 2022)                                                                     | Bảng C v Thái Lan (lượt trận 3; 8 tháng 6 năm 2022)   |
| Fujio Shota         | trong trận đấu bảng D v Ả Rập Xê Út (lượt trận 2; 6 tháng 6 năm 2022)                                                                  | Bảng D v Tajikistan (lượt trận 3; 9 tháng 6 năm 2022) |
| Welmyrat Ballakow   | trong trận đấu bảng A v Uzbekistan (lượt trận 1; 1 tháng 6 năm 2022) · trong trận đấu bảng A v Qatar (lượt trận 3; 7 tháng 6 năm 2022) | Tứ kết v Úc (11 tháng 6 năm 2022)                     |
| Döwran Berdiýew     | trong trận đấu bảng A v Uzbekistan (lượt trận 1; 1 tháng 6 năm 2022) · trong trận đấu bảng A v Qatar (lượt trận 3; 7 tháng 6 năm 2022) | Tứ kết v Úc (11 tháng 6 năm 2022)                     |
| Tristan Hammond     | trong trận đấu bảng B v Jordan (lượt trận 3; 7 tháng 6 năm 2022)                                                                       | Tứ kết v Turkmenistan (11 tháng 6 năm 2022)           |
| Hairiey Hakim       | trong trận đấu bảng C v Việt Nam (lượt trận 3; 8 tháng 6 năm 2022)                                                                     | Đội đã bị loại khỏi giải đấu                          |
| Eid Khamis          | trong trận đấu bảng D v Ả Rập Xê Út (lượt trận 3; 9 tháng 6 năm 2022)                                                                  | Đội đã bị loại khỏi giải đấu                          |
| Shunsuke Mito       | trong trận đấu bảng D v Tajikistan (lượt trận 3; 9 tháng 6 năm 2022)                                                                   | Tứ kết v Hàn Quốc (12 tháng 6 năm 2022)               |
| Saud Abdulhamid     | trong trận đấu bảng C v Nhật Bản (lượt trận 2; 6 tháng 6 năm 2022) · trong trận đấu bảng C v UAE (lượt trận 3; 9 tháng 6 năm 2022)     | Tứ kết v Việt Nam (12 tháng 6 năm 2022)               |
| Ibrahim Mahnashi    | trong trận đấu bảng C v Nhật Bản (lượt trận 2; 6 tháng 6 năm 2022) · trong trận đấu bảng C v UAE (lượt trận 3; 9 tháng 6 năm 2022)     | Tứ kết v Việt Nam (12 tháng 6 năm 2022)               |
| Begençmyrat Myradow | trong trận đấu bảng A v Uzbekistan (lượt trận 1; 1 tháng 6 năm 2022) · trong trận đấu Tứ kết v Úc (11 tháng 6 năm 2022)                | Đội đã bị loại khỏi giải đấu                          |
| Abduvohid Nematov   | trong trận đấu Tứ kết v Iraq (11 tháng 6 năm 2022)                                                                                     | Bán kết v Nhật Bản (15 tháng 6 năm 2022)              |
| Quan Văn Chuẩn      | trong trận đấu Tứ kết v Ả Rập Xê Út (12 tháng 6 năm 2022)                                                                              | Đội đã bị loại khỏi giải đấu                          |
| Jay Rich-Baghuelou  | trong trận đấu Bán kết v Ả Rập Xê Út (15 tháng 6 năm 2022)                                                                             | Tranh hạng ba v Nhật Bản (18 tháng 6 năm 2022)        |

### Bảng xếp hạng đội tuyển giải đấu
Theo quy ước thống kê trong bóng đá, các trận đấu được quyết định trong hiệp phụ được tính là trận thắng và trận thua, trong khi các trận đấu được quyết định bằng loạt sút luân lưu được tính là trận hòa.
| VT | Đội            | ST | T | H | B | BT | BB | HS  | Đ  | Kết quả chung cuộc  |
| -- | -------------- | -- | - | - | - | -- | -- | --- | -- | ------------------- |
| 1  | Ả Rập Xê Út    | 6  | 5 | 1 | 0 | 13 | 0  | +13 | 16 | Vô địch             |
| 2  | Uzbekistan (H) | 6  | 3 | 2 | 1 | 12 | 5  | +7  | 11 | Á quân              |
| 3  | Nhật Bản       | 6  | 4 | 1 | 1 | 11 | 3  | +8  | 13 | Hạng ba             |
| 4  | Úc             | 6  | 3 | 1 | 2 | 5  | 6  | −1  | 10 | Hạng tư             |
|    |                |    |   |   |   |    |    |     |    |                     |
| 5  | Hàn Quốc       | 4  | 2 | 1 | 1 | 6  | 5  | +1  | 7  | Bị loại ở tứ kết    |
| 6  | Iraq           | 4  | 1 | 3 | 0 | 7  | 5  | +2  | 6  | Bị loại ở tứ kết    |
| 7  | Việt Nam       | 4  | 1 | 2 | 1 | 5  | 5  | 0   | 5  | Bị loại ở tứ kết    |
| 8  | Turkmenistan   | 4  | 1 | 1 | 2 | 4  | 5  | −1  | 4  | Bị loại ở tứ kết    |
|    |                |    |   |   |   |    |    |     |    |                     |
| 9  | Thái Lan       | 3  | 1 | 1 | 1 | 5  | 3  | +2  | 4  | Bị loại ở vòng bảng |
| 10 | Jordan         | 3  | 1 | 1 | 1 | 2  | 1  | +1  | 4  | Bị loại ở vòng bảng |
| 11 | UAE            | 3  | 1 | 0 | 2 | 3  | 4  | −1  | 3  | Bị loại ở vòng bảng |
| 12 | Iran           | 3  | 0 | 2 | 1 | 3  | 4  | −1  | 2  | Bị loại ở vòng bảng |
| 13 | Qatar          | 3  | 0 | 2 | 1 | 3  | 9  | −6  | 2  | Bị loại ở vòng bảng |
| 14 | Kuwait         | 3  | 0 | 0 | 3 | 1  | 6  | −5  | 0  | Bị loại ở vòng bảng |
| 15 | Malaysia       | 3  | 0 | 0 | 3 | 1  | 8  | −7  | 0  | Bị loại ở vòng bảng |
| 16 | Tajikistan     | 3  | 0 | 0 | 3 | 0  | 10 | −10 | 0  | Bị loại ở vòng bảng |

## Đối tác truyền thông
| Các quốc gia trong khu vực quy định sở hữu bản quyền AFC U-23 Asian Cup 2022 | Các quốc gia trong khu vực quy định sở hữu bản quyền AFC U-23 Asian Cup 2022 | Các quốc gia trong khu vực quy định sở hữu bản quyền AFC U-23 Asian Cup 2022 | Các quốc gia trong khu vực quy định sở hữu bản quyền AFC U-23 Asian Cup 2022 | Các quốc gia trong khu vực quy định sở hữu bản quyền AFC U-23 Asian Cup 2022 |
| Quốc gia                                                                     | Mạng phát sóng                                                               | Kênh truyền hình                                                             | Phát thanh                                                                   | Nền tảng trực tuyến                                                          |
| ---------------------------------------------------------------------------- | ---------------------------------------------------------------------------- | ---------------------------------------------------------------------------- | ---------------------------------------------------------------------------- | ---------------------------------------------------------------------------- |
| Úc                                                                           | Network 10                                                                   | 10 Sports                                                                    | —                                                                            | My Football                                                                  |
| Bangladesh                                                                   | Tập đoàn Truyền thông Đông Tây                                               | T Sports                                                                     | —                                                                            | T Sports                                                                     |
| Trung Quốc                                                                   | iQIYI, Migu Video                                                            | —                                                                            | —                                                                            | iQIYI, Migu Video                                                            |
| Đài Bắc Trung Hoa                                                            | ELTA TV                                                                      | ELTA HD                                                                      | —                                                                            | ELTA Sports                                                                  |
| Thái Lan                                                                     | True Digital Group                                                           | —                                                                            | —                                                                            | TrueID                                                                       |
| Hồng Kông                                                                    | Aser Ventures                                                                | Eleven Sports                                                                | —                                                                            | Eleven Sports                                                                |
| Philippines                                                                  | Aser Ventures                                                                | Eleven Sports                                                                | —                                                                            | Eleven Sports                                                                |
| Singapore                                                                    | Aser Ventures                                                                | Eleven Sports                                                                | —                                                                            | Eleven Sports                                                                |
| Ấn Độ                                                                        | Jio                                                                          | Jio TV                                                                       | —                                                                            | JioTV                                                                        |
| Indonesia                                                                    | MNC Media                                                                    | MNCTV, RCTI, iNews                                                           | Radio Republik Indonesia                                                     | MNCTV OFFICIAL, MNC Media                                                    |
| Iraq                                                                         | MENA                                                                         | Al Rabiaa TV                                                                 | —                                                                            | Al Rabiaa TV                                                                 |
| Nhật Bản                                                                     | DAZN Group                                                                   | —                                                                            | —                                                                            | DAZN                                                                         |
| Hàn Quốc                                                                     | TVING Corporation, Coupang                                                   | —                                                                            | —                                                                            | Coupang Play                                                                 |
| Ma Cao                                                                       | MPLUS                                                                        | —                                                                            | —                                                                            | MPLUS                                                                        |
| Malaysia                                                                     | Astro                                                                        | TV1, TV2, Astro Arena, Astro Arena HD                                        | Ai FM, KL FM, Minnal FM, Nasional FM, TraXX FM                               | Stadium Astro, MyKlik, Astro Go                                              |
| Myanmar                                                                      | Canal+                                                                       | Canal+ Sports                                                                | —                                                                            | Canal+ Plus                                                                  |
| Qatar                                                                        | BeIN Media Group                                                             | beIN Sports                                                                  | —                                                                            | beIN Sports                                                                  |
| Ả Rập Xê Út                                                                  | Saudi Sports Company                                                         | SSC                                                                          | —                                                                            | Shaid MBC                                                                    |
| Uzbekistan                                                                   | Agency «UzReport»                                                            | Uzreport TV                                                                  | —                                                                            | Uzreport TV                                                                  |
| Việt Nam                                                                     | FPT, VTV                                                                     | VTV5, VTV6                                                                   | —                                                                            | FPT Play, VTV Go                                                             |
| Các quốc gia ngoài khu vực sở hữu bản quyền AFC U-23 Asian Cup 2022          |                                                                              |                                                                              |                                                                              |                                                                              |
| Bulgaria                                                                     | —                                                                            | N Sports                                                                     | —                                                                            | —                                                                            |
| Châu Phi                                                                     | Start Time, BeIN Media Group                                                 | Sports Life, beIN Sports                                                     | —                                                                            | Start Time, beIN Sports                                                      |
| Đức                                                                          | Digital Sports                                                               | Sportdigital                                                                 | —                                                                            | Sportdigital Fussball                                                        |
| Serbia                                                                       | United Group                                                                 | Sport Klub                                                                   | —                                                                            | —                                                                            |
| Nga                                                                          | TV Start                                                                     | —                                                                            | —                                                                            | TV Start                                                                     |
| Pháp                                                                         | Elisa Oyj                                                                    | Fanseat                                                                      | —                                                                            | Fanseat                                                                      |
| Argentina                                                                    | Star+                                                                        | StarPlus                                                                     | —                                                                            | StarPlus                                                                     |
| Caribe                                                                       | Hearst                                                                       | ESPN                                                                         | —                                                                            | —                                                                            |

1. ↑  Thông tin được lấy từ trang Afc.com